# Оркестр морської піхоти США

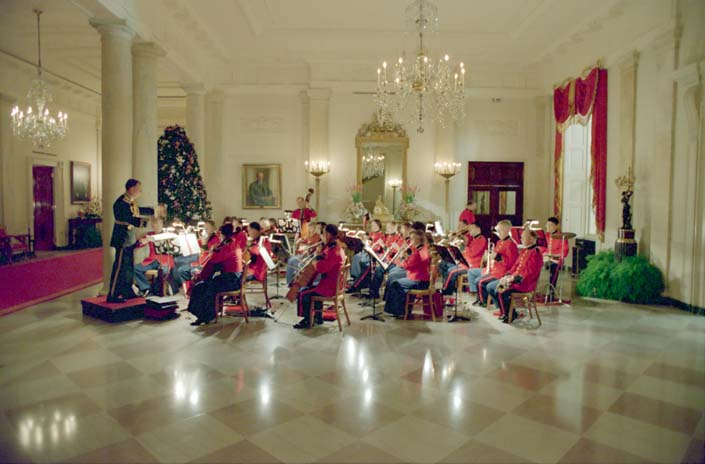
Оркестр у передпокої Білого дому.

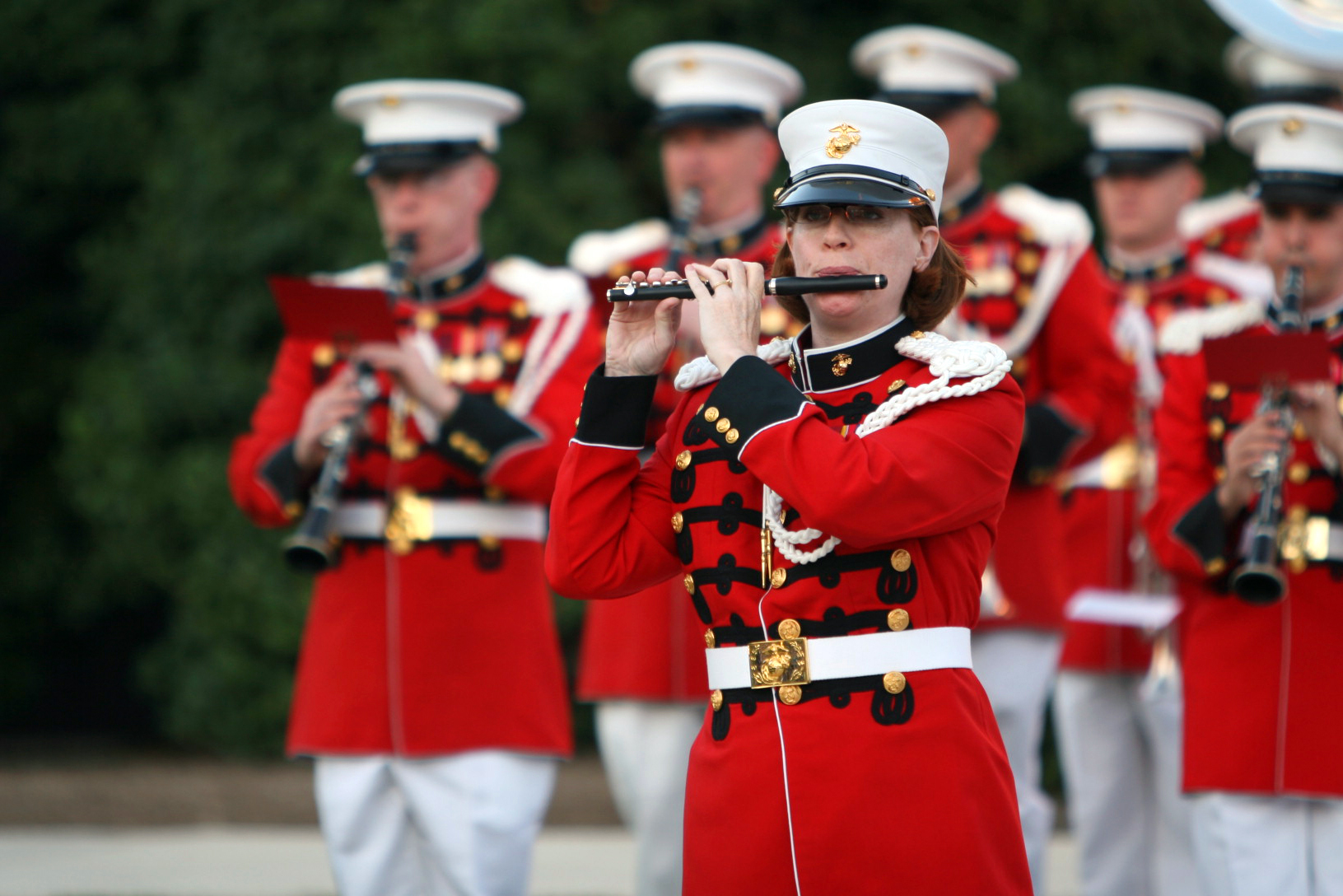
На передньому плані гравчиня-пікколо.

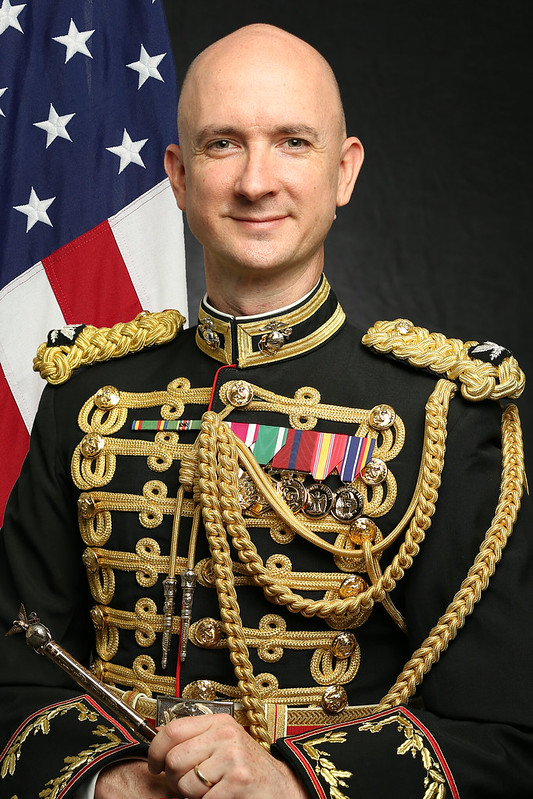
Полковник Джейсон К. Феттіг, 28-й комендант (диригент) оркестру.

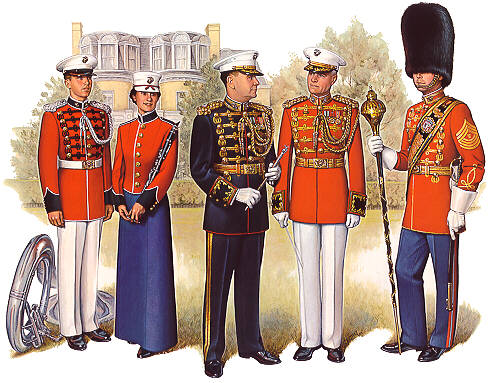
Уніформа оркестру

Оркестр морської піхоти Сполучених Штатів, який зазвичай називають «власним президентським» — оркестр Корпусу морської піхоти США. Був створений актом Конгресу від 11 липня 1798 року і є найстарішою професійною музичною організацією Америки. Оркестр морської піхоти США — єдиний музичний колектив, яка носить титул «Власний президентський», і його місія — виступати перед президентом Сполучених Штатів і комендантом корпусу морської піхоти. Сьогодні до складу «Власного Президентського» входять також камерний оркестр та камерні ансамблі. Гурт відокремлений від дочірнього підрозділу, Drum and Bugle Corps, який зазвичай називають «Власний комендантський».
У Корпусі морської піхоти є дванадцять активних музичних колективів, всі вони складаються з морських піхотинців, які відвідували тренувальний табір, а потім школу «А» при Морській музичній школі в Норфолку.
Власний Президентський — військова частина. Його члени є діючими солдатами, які служать за чотирирічним контрактом у Корпусі морської піхоти, але не проходять навчання з набору морської піхоти.
Американський оркестр морської піхоти зробив свій перший фонографічний запис у 1890 році для Columbia — це були мелодії The Washigton Post March, The Thunderer і Semper Fidelis . Для цієї ж фірми вони зробили 229 записів між 1890 і 1892 роками .
Наразі 28-м керівником оркестру є кларнетист полковник Джейсон Феттіг, його попередником був гравець на евфоніумі полковник Майкл Колберн (у 2004—1014 рр.).